# 獨一無二世界巡迴演唱會
獨一無二世界巡迴演唱會（英語：One of a Kind World Tour）是韓國男子音樂組合BIGBANG隊長G-Dragon繼「Shine a Light」後第二次舉辦的個人演唱會，也是首次除了在韓國表演外將在其他國家登場的世界巡迴演唱會，此次演唱會共造訪9個國家，13座城市，動員近57萬名觀眾進場觀賞。

## 概述
2013年1月14日，所屬經紀公司YG娛樂宣佈旗下男子組合BIGBANG成員G-Dragon將舉辦首次世界巡迴演唱會，此次演唱會共斥資350萬美元打造頂級舞台及燈光效果，成為韓國流行音樂歷史上花費規模最大的演唱會。《One of A Kind》是2012年發表的迷你專輯中收錄的其中一首歌曲，以《One of A Kind》作為這次巡演的名稱，除了包含「特別」和「唯一」的意思外，也代表了在這次的公演中將讓歌迷看到屬於G-Dragon個人風格的舞台，演唱會舞台設計概念以紅、藍、金屬和彩色四個主題構成，並邀請國際知名的人物製作這次的演唱會，包括創作總監Travis Payne，編舞家Stacy Walker及設計師Michael Cotten。此次的巡演各界知名人士均給予了高度評價，另外，G-Dragon成為首位攻下日本四大巨蛋的韓國歌手，他在日本的演唱會僅兩天就動員8萬人觀賞演唱會。

## 嘉賓
- BIGBANG
- 2NE1[9]
- Tablo
- Lee Hi[10]

## 演唱歌單

### 首場首爾站演唱歌單（2013年3月30日、3月31日）
註：不適用於所有場次演唱歌單
1. MichiGo
2. Heartbreaker
3. One Of A Kind
4. Light It Up（Ft. Tablo）
5. The Leaders（Ft. CL of 2NE1）
6. Butterfly
7. Missing You
8. That XX
9. Without You（Ft. Lee Hi）
10. Today
11. A Boy
12. I Am The Best（2NE1）
13. I Love You（2NE1）
14. This Love
15. One Year Station
16. Obsession
17. She's Gone
18. Crayon+Fantastic Baby

安可曲：
1. Breathe
2. Bad Boy
3. MichiGo

### 臺灣站演唱歌單（2013年5月9日、5月10日）
1. MichiGo
2. Heartbreaker
3. One Of A Kind
4. Light It Up
5. The Leaders
6. Butterfly
7. Missing You
8. That XX
9. Without You
10. Today
11. A Boy
12. This Love
13. 一年車站
14. 惡夢
15. She's Gone
16. Crayon & Fantastic Baby
17. Where You At（太陽）
18. Break Dwon（太陽）

安可曲：
1. Breathe
2. Bad Boy
3. MichiGo

### 最終場首爾站演唱歌單（2013年8月31日、9月1日）
1. MichiGo
2. Heartbreaker
3. One Of A Kind
4. Coup D'etat
5. The Leaders（Ft. CL of 2NE1）
6. Butterfly
7. Missing You
8. That XX
9. This Love
10. Today
11. A Boy
12. Light It Up（Ft. Tablo）
13. Obsession
14. She's Gone
15. I Am The Best（2NE1）
16. The Baddest Female（Ft. CL of 2NE1）
17. Do You Love Me（2NE1）
18. Crooked
19. Crayon+Fantastic Baby

安可曲：
1. Bad Boy
2. Bad Boy（與BIGBANG）
3. Heaven（與BIGBANG）
4. Fantastic Baby（與BIGBANG）
5. MichiGo
6. Crooked

## 巡演時間表
| 日期          | 城市   | 國家/地區  | 演出場地               | 上座數    |
| ------------- | ------ | ---------- | ---------------------- | --------- |
| 2013年3月30日 | 首爾   |            | 首爾奧林匹克體操競技場 | 26,000名  |
| 2013年3月31日 | 首爾   |            | 首爾奧林匹克體操競技場 | 26,000名  |
| 2013年4月6日  | 福岡   | 日本       | 福岡巨蛋               | 50,000名  |
| 2013年4月20日 | 埼玉   | 日本       | 西武巨蛋               | 80,000名  |
| 2013年4月21日 | 埼玉   | 日本       | 西武巨蛋               | 80,000名  |
| 2013年4月27日 | 大阪   | 日本       | 大阪京瓷巨蛋           | 150,000名 |
| 2013年4月28日 | 大阪   | 日本       | 大阪京瓷巨蛋           | 150,000名 |
| 2013年4月29日 | 大阪   | 日本       | 大阪京瓷巨蛋           | 150,000名 |
| 2013年5月4日  | 北京   | 中国       | 樂視體育生態中心       | 20,000名  |
| 2013年5月5日  | 北京   | 中国       | 樂視體育生態中心       | 20,000名  |
| 2013年5月9日  | 臺北   | 中華民國   | 臺北小巨蛋             | 26,000名  |
| 2013年5月10日 | 臺北   | 中華民國   | 臺北小巨蛋             | 26,000名  |
| 2013年5月17日 | 赤鱲角 | 香港       | 亞洲國際博覽館         | 23,000名  |
| 2013年5月18日 | 赤鱲角 | 香港       | 亞洲國際博覽館         | 23,000名  |
| 2013年5月25日 | 上海   | 中国       | 梅賽德斯-奔馳文化中心  | 20,000名  |
| 2013年5月26日 | 上海   | 中国       | 梅賽德斯-奔馳文化中心  | 20,000名  |
| 2013年6月1日  | 名古屋 | 日本       | 名古屋巨蛋             | 81,000名  |
| 2013年6月2日  | 名古屋 | 日本       | 名古屋巨蛋             | 81,000名  |
| 2013年6月7日  | 曼谷   | 泰國       | IMPACT競技場           | 26,000名  |
| 2013年6月8日  | 曼谷   | 泰國       | IMPACT競技場           | 26,000名  |
| 2013年6月15日 | 雅加達 | 印度尼西亞 | 馬塔餓狼國際體育場     | 20,000名  |
| 2013年6月16日 | 雅加達 | 印度尼西亞 | 馬塔餓狼國際體育場     | 20,000名  |
| 2013年6月22日 | 吉隆坡 | 马来西亚   | 武吉加里爾國家體育場   | 28,000名  |
| 2013年6月29日 | 加冷   | 新加坡     | 新加坡室內體育館       | 20,000名  |
| 2013年6月30日 | 加冷   | 新加坡     | 新加坡室內體育館       | 20,000名  |
| 2013年8月31日 | 首爾   |            | 首爾奧林匹克體操競技場 | 26,000名  |
| 2013年9月1日  | 首爾   |            | 首爾奧林匹克體操競技場 | 26,000名  |
| 總計          | 總計   | 總計       | 總計                   | 570,000名 |

## 外部連結
- G-Dragon官方網站 